# La Compagnie (compagnie aérienne)
"100 % SMART BUSINESS CLASS"
La Compagnie, initialement La Compagnie Boutique Airline, (Code IATA : B0 ; code OACI : DJT) est une compagnie aérienne régulière française fondée par Frantz Yvelin en octobre 2013,.
La Compagnie Boutique Airline, marque commerciale de la société Dreamjet fut également propriétaire de la compagnie aérienne XL Airways France.
La Compagnie Boutique Airline relie quotidiennement, depuis l'été 2014, l'aéroport de Paris-Orly à l'aéroport international Liberty de Newark (terminal B), à proximité de New York.
Elle est spécialisée dans la classe affaires et ne propose que cette gamme à ses passagers.

## Historique

Prenier logotype de La Compagnie Boutique Airlines de 2014 jusqu'en 2021.

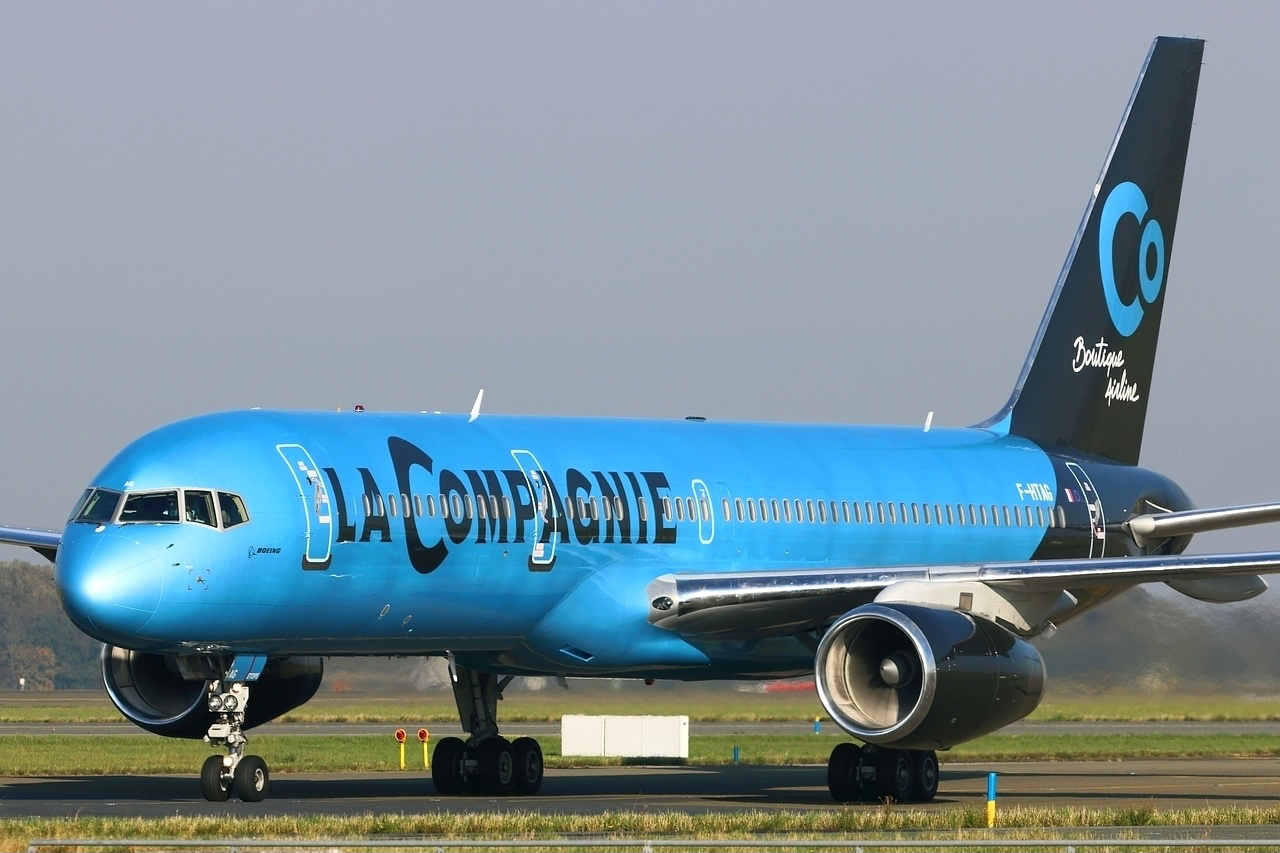
Un ancien Boeing 757 immatriculé F-HTAG de La Compagnie à l'aéroport Charles-de-Gaulle.

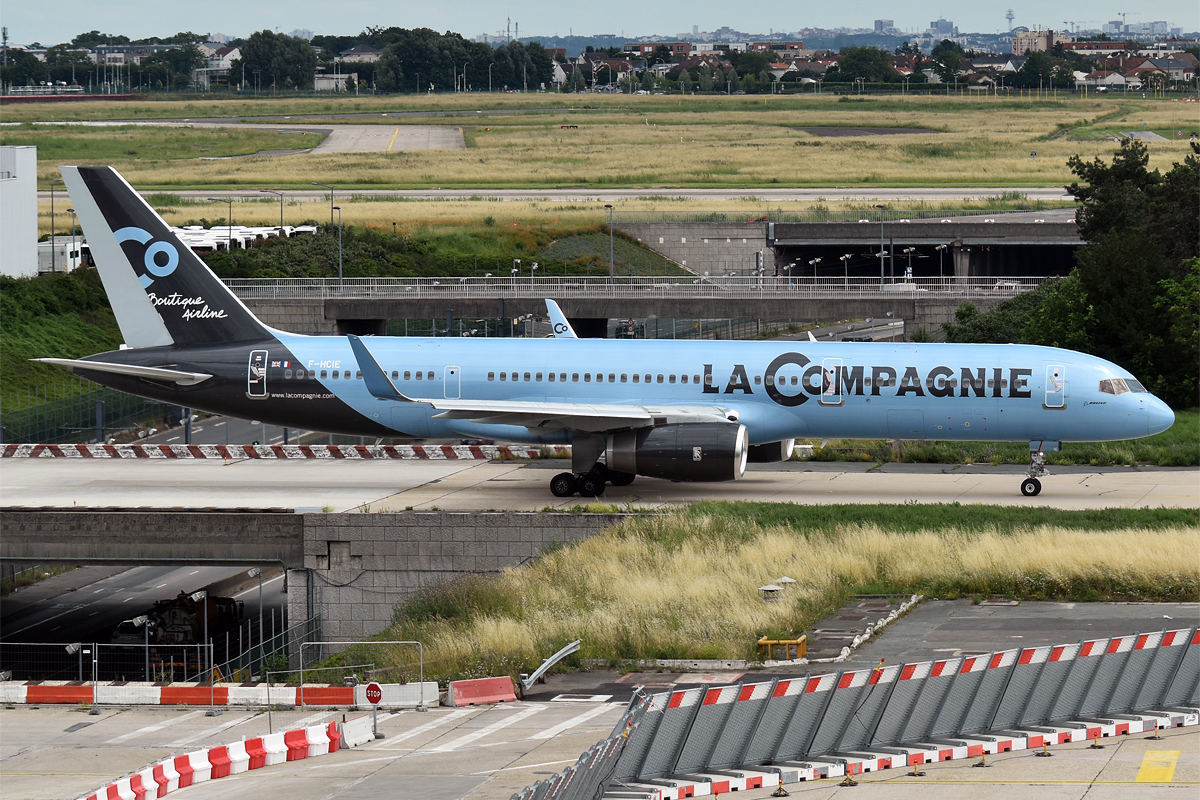
Un ancien Boeing 757 immatriculé F-HCIE de La Compagnie

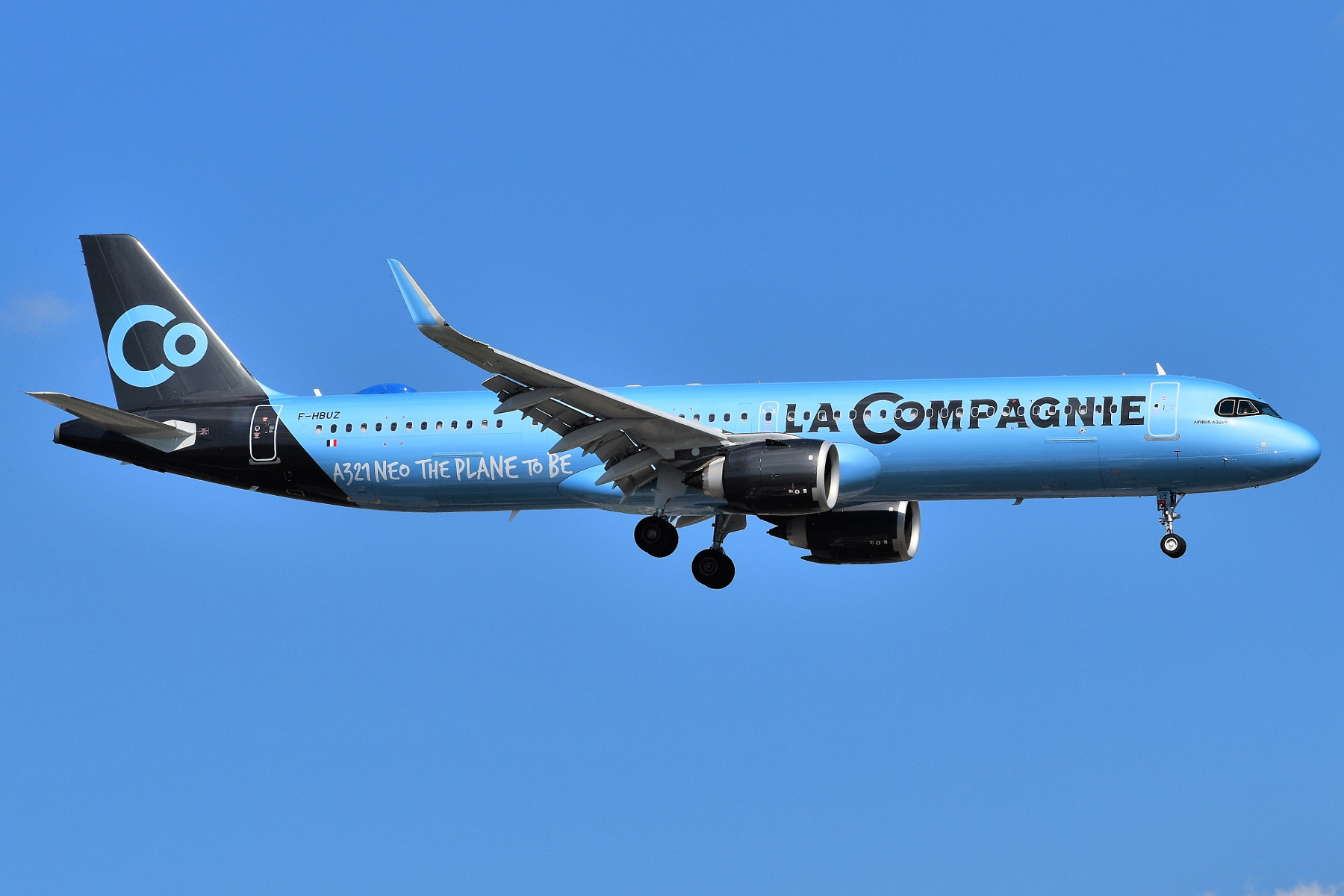
Un Airbus A321neo de La Compagnie est en approche finale de l'aéroport international Newark Liberty.

Tout comme sa maison mère la holding Dreamjet Participations, la société Dreamjet a été créée en octobre 2013 par Frantz Yvelin (également fondateur de L'Avion en 2006 qu'il a cédé à British Airways en 2007) et Peter Luethi (ex-directeur général de Swissair et de Jet Airways), avec l'aide de Pierre-Hugues Schmit, Yann Poudoulec, Nicolas Jurczyk et François Ledreux, grâce à une première levée de fonds de près de 30 millions d’euros auprès notamment de Charles Beigbeder et Michel Cicurel, ex‑patron de la Compagnie financière Edmond de Rothschild.
La Compagnie a débuté ses opérations le 21 juillet 2014 avec un premier vol commercial depuis l'aéroport de Paris-Orly en direction de l'aéroport de Newark-Liberty avec un Boeing 757-200, immatriculé F-HTAG. 
Un second Boeing 757-200, immatriculé F-HCIE, a rejoint la flotte quelques mois plus tard. Les deux appareils ont une configuration similaire de 74 sièges de type classe affaire. Elle offre un service de divertissement à bord qui se compose de tablettes Samsung individuelles.
Dès 2015, le fondateur Frantz Yvelin plébiscite l'Airbus A321neo et lance un projet d'extension et de renouvellement de la flotte de La Compagnie en mettant en concurrence Boeing et Airbus, ce qu'il confirme publiquement en 2016,.
En septembre 2016, elle interrompt sa desserte entre New York et l'aéroport de Londres Luton lancée un an et demi plus tôt, à la suite de la décision du Royaume-Uni de quitter l'Union Européenne. Elle concentre depuis l'intégralité de son activité européenne sur Paris-Charles-de-Gaulle avec une desserte biquotidienne.
Le 28 septembre 2017, La Compagnie annonce qu'elle rejoint le programme « Worldwide par EasyJet », offrant la possibilité aux passagers « d'accéder à New York depuis toutes les destinations desservies par EasyJet vers Orly ». Les vols La Compagnie sont également offerts à la réservation directement depuis le site de easyJet.
En 2018, la compagnie transfère ses opérations de Paris-Charles-De-Gaulle à Paris-Orly en récupérant les slots (créneaux aériens) de la compagnie Allemande Air Berlin qui a fait faillite en août 2017, se rapprochant ainsi mieux de sa clientèle d'affaires parisienne car plus proche de la capitale et provinciale.
Le 05 décembre 2021, La Compagnie devait desservir Tel-Aviv Ben Gourion au départ de Paris et New-York, mais rapidement remplacé à la suite de la fermeture des frontières d'Israël à cause de la pandémie de covid-19 par des vols le 16 décembre 2021 entre Paris-Orly et l’aéroport de Libreville-Léon M’ba. 
Depuis le 16 avril 2022, La Compagnie opère une liaison de Milan-Malpensa vers New-York.
La Compagnie opère également régulièrement des vols charters à la demande. En novembre 2022, c'est un appareil de La Compagnie qui emmène l'équipe de France de football à la coupe du monde au Qatar.
En janvier 2023, la compagnie disposait de 35 pilotes et 60 hôtesses et stewards.
A la saison hiver 2023-2024, La compagnie proposait des vols saisonniers entre New-York et l'île de Saint-Martin (Aéroport  international Princess Juliana à Simpson Bay dans la partie Néerlandaise) dans les Caraïbes.

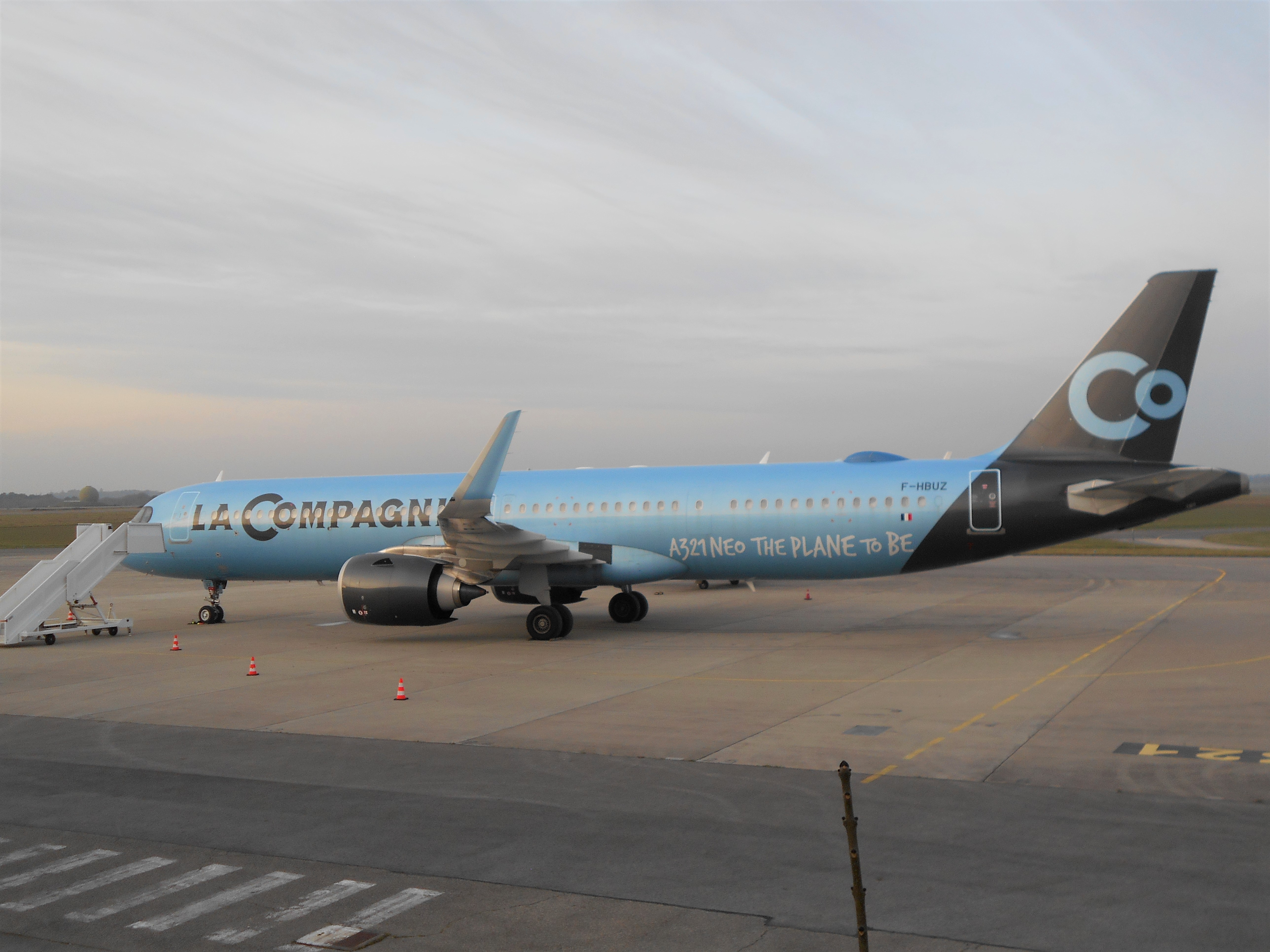
Airbus A321neo La Compagnie F-HBUZ affrété par le Paris Saint-Germain FC en décembre 2021 sur l'Aéroport de Lorient-Bretagne-Sud

## Rapprochement entre La Compagnie et XL Airways
La Compagnie et XL Airways ont officialisé leur union le 1er décembre 2016.  
Dreamjet Participations, le holding de La Compagnie également créé et présidé par Frantz Yvelin, acquiert XL Airways France et détient désormais l'intégralité des actions des deux entités : La Compagnie Boutique Airline et XL Airways France. 
Après trois années à la direction de La Compagnie et de Dreamjet Participations, le fondateur Frantz Yvelin décide fin 2016 de quitter le groupe pour se consacrer à d'autres projets. 
Les deux compagnies aériennes sont depuis lors dirigées par Laurent Magnin, déjà président-directeur général de XL Airways, et ce jusqu’à la liquidation de cette dernière le 4 octobre 2019.
En mars 2017, Augustin Belloy est nommé président de Dreamjet Participations. Le nouvel ensemble a un chiffre d'affaires d'environ 400 millions d'euros, 800 salariés et six avions (quatre A330 et deux Boeing 757).

## La crise Covid et l'après-Covid
L’activité de La Compagnie a été totalement à l’arrêt pendant vingt mois à cause de la fermeture des frontières en Europe et aux Etats-Unis causant environ 146 millions d’euros de perte de revenu, puis par la suite, par la perte de sa clientèle Affaires qui est encore en 2024 toujours en baisse de 15 % à 20 % par rapport à l'avant Covid. 
La clientèle Affaires a ainsi été remplacée par la clientèle loisirs permettant à La Compagnie de devenir rentable en 2022, principalement grâce aux touristes américains représentant 70 % des 75 000 passagers annuels.

## 10eanniversaire de La Compagnie
Depuis son premier vol le 21 juillet 2014, en dix ans, La Compagnie a opéré 9 000 vols et transporté plus de 480 000 passagers dont 54% en provenance des Etats-Unis, 39% de France, 4% d'Italie (depuis avril 2022) et 3% du Royaume-Uni (2015-2017),. 
La Compagnie est devenue rentable en 2022. Elle a a dépassé le seuil de 100 millions d'euros de chiffre d'affaires en 2023 avec des ventes supérieures à la période pré-crise Covid de 2019.
Après avoir renouvelé sa flotte en 2019, La Compagnie annonce un troisième Airbus A321neo LR pour septembre 2026 (qu'elle souhaitait initialement pour 2024) permettant ainsi d'étendre son réseau vers New-York au départ d'une grande ville européenne.  
L'objectif de développement de la compagnie table sur une flotte de 6 à 10 avions dans les années à venir.

## Destinations
- Aéroport de Nice-Côte d'Azur[27] (liaison saisonnière)
- Aéroport de Paris-Orly
- Newark-Liberty
- Aéroport de Milan Malpensa

## Flotte
En août 2022, la flotte de La Compagnie Boutique Airline, d'un âge moyen de 3 ans, est composée de :
La Compagnie a aussi exploité :
- 2 Boeing 757-200 immatriculés F-HTAG et F-HCIE (2014-2019)[29],[30].